# Friedrich Seck
Friedrich Seck (* 18. Juni 1936 in Hannover) ist ein deutscher Klassischer Philologe und Bibliothekar.

## Leben
Friedrich Seck studierte nach der in Stuttgart abgelegten Reifeprüfung Chemie und Philosophie, später Klassische Philologie an den Universitäten Stuttgart (1956–1959), Freiburg/Br. (1959) und Hamburg (1960–1965). 1965 promovierte er in Klassischer Philologie bei Hartmut Erbse an der Universität Hamburg. Im gleichen Jahr legte er dort auch das Staatsexamen ab. Von 1965 bis 1967 war er als wissenschaftlicher Mitarbeiter an der Kepler-Forschungsstelle der Bayerischen Akademie der Wissenschaften in Weil der Stadt tätig. An der Württembergischen Landesbibliothek in Stuttgart legte er von 1967 bis 1969 das Referendariat für den Höheren Bibliotheksdienst ab (Fachprüfung am Bibliothekar-Lehrinstitut des Landes Nordrhein-Westfalen). Von 1969 bis 2001 war Seck an der Universitätsbibliothek Tübingen tätig, dort leitete er die Katalogisierungs- und Handschriftenabteilung.
In seinen zahlreichen Veröffentlichungen beschäftigte er sich vor allem mit dem Astronomen Johannes Kepler und dem Mathematiker, Hebraisten und Astronomen Wilhelm Schickard. Er gab auch Anregungen für das von Wilhelm Ott und Kuno Schälkle entwickelte und bis heute aktuell gehaltene Programmpaket TUSTEP (Tübinger System von Textverarbeitungs-Programmen), das vor allem als Werkzeug zum wissenschaftlichen Umgang mit Textdaten gedacht ist und von Seck für eigene Veröffentlichungen, außerdem u. a. für Bibliographien, Handschriften- und Inkunabelkataloge mit bis zu 22 Registern und Konkordanzen nach verschiedenen Sortierkriterien benutzt wird.
Friedrich Seck ist seit 1965 verheiratet und hat einen Sohn, eine Tochter und fünf Enkelkinder.

## Veröffentlichungen (nach thematischen Schwerpunkten)
Isokrates
- Untersuchungen zum Isokratestext. Mit einer Ausgabe der Rede an Nikokles. Dissertation Universität Hamburg 1965.
- Zwei bisher nicht erkannte Isokrates-Papyri. In: Hermes. Bd. 94 (1966), S. 109–111.
- (als Hrsg.): Isokrates (= Wege der Forschung. Bd. 351). Wissenschaftliche Buchgesellschaft, Darmstadt 1976, ISBN 3-534-05713-9.

Johannes Kepler
- Ein Gedicht von Johannes Kepler. In: Beiträge zur Landeskunde. Regelmäßige Beilage zum Staatsanzeiger für Baden-Württemberg, Jg. 1966, Nr. 3/4, S. 8–12.
- Persönliche Bekanntschaft zwischen Kepler und Descartes? In: Sudhoffs Archiv, Bd. 52 (1968), S. 162–165.
- Johannes Kepler und der Buchdruck. Zur äußeren Entstehungsgeschichte seiner Werke. In: Archiv für Geschichte des Buchwesens, Bd. 11 (1970), S. 609–726.
- Kepler und Tübingen. Eine Ausstellung zum 400. Geburtstag Johannes Keplers am 27. Dezember 1971 (9.7.-22.8.1971) (= Tübinger Kataloge, Nr. 13). Kulturamt, Tübingen 1971.
- Kepleriana. In: Gutenberg-Jahrbuch, Jg. 1971, S. 235–241 (Enthält: 1. Kriegerische Buchstaben. 2. Lob des Buchdrucks).
- Marginalien zum Thema „Kepler und Tübingen“. In: Attempto, Bd. 41/42 (1971), S. 3–19.
- Kepler, Johannes: Selbstzeugnisse, ausgewählt und eingeleitet von Franz Hammer. Übersetzt von Esther Hammer. Erläutert von Friedrich Seck. Frommann (Holzboog), Stuttgart-Bad Cannstatt 1971.
- Johannes Kepler als Dichter. In: Internationales Kepler-Symposium Weil der Stadt 1971. Referate und Diskussionen (= Arbor scientiarum: Reihe A, Bd. 1), hrsg. von Fritz Krafft, Kurt Meyer, Bernhard Sticker. Gerstenberg, Hildesheim: 1973, S. 427–450, ISBN 3 8067 0155 5.
- Keplers Hochzeitsgedicht für Johannes Huldenreich (1590) (= Nova Kepleriana, N. F., H. 6). (Abhandlungen, Bayerische Akademie der Wissenschaften. Math.-nat. Klasse, N. F., H. 155). Bayer. Akademie der Wissenschaften (Beck in Komm.), München 1976, ISBN 3 7696 2545 5.
- Das Kepler-Museum in Weil der Stadt. Ein Führer. Kepler-Gesellschaft e.V., Weil der Stadt 1982.
- Johannes Keplers Studium in Tübingen. In: Bausteine zur Tübinger Universitätsgeschichte, Bd. 2 (1984), S. 49–67.
- Kepler as Author, Printer, and Publisher. In: AB Bookman's weekly, Bd. 94, N. 21 (21. Nov. 1994), S. 2182–2189.
- Der Briefwechsel zwischen Kepler und Mästlin. In: Gerhard Betsch/Jürgen Hamel (Hrsg.):  Zwischen Copernicus und Kepler: M. Michael Maestlinus Mathematicus Goeppingensis. 1550-1631. Vorträge auf dem Symposium, veranstaltet in Tübingen vom 11. bis 13. Oktober 2000 von der Fakultät für Physik der Universität Tübingen. Deutsch, Frankfurt am Main 2002, S. 110–121, ISBN 3-8171-1688-8.
- Gelehrtenbriefe zu Keplers Zeit. Eine Untersuchung formaler Aspekte an den Briefeditionen von Kepler und Schickard. In: Friederike Boockmann u. a. (Hrsg.): Miscellanea Kepleriana: Festschrift für Volker Bialas zum 65. Geburtstag. Augsburg, Rauner 2005, S. 205–227, ISBN 3-936905-08-8.
- Keplers zweites Gedicht für Zacharias Schäffer. In: Sönke Lorenz (Hrsg.): Tubingensia. Impulse zur Stadt- und Universitätsgeschichte; Festschrift für Wilfried Setzler zum 65. Geburtstag (= Tübinger Bausteine zur Landesgeschichte, Bd. 10). Thorbecke, Ostfildern 2008, S. 285–292, ISBN 978-3-7995-5510-4
- (Bearb., mit Volker Bialas): Johannes Kepler. Gesammelte Werke, Bd. 21,2,1 (Manuscripta chronologica). Beck, München 2009, ISBN 978-3-406-57871-7.
- Johannes Keplers Tod in Regensburg. In: Zeitschrift für württembergische Landesgeschichte, Bd. 74 (2015), S. 87–98.
- Chronologisches Register zu Band 19. In: Kepler, Johannes: Gesammelte Werke, Bd. 22. München: Beck, 2017, S. 719–738.
- Keplers chronologisch-historische Handschriften. In: Édouard Mehl/Nicolas Roudet (Hrsg.), Le temps des astronomes: l'astronomie et le décompte du temps de Pierre d'Ailly à Newton. Les Belles Lettres, Paris 2017, S. 299–329.
- (als Hrsg.): Johannes Kepler / Sämtliche Gedichte (= Spudasmata, Bd. 180). Olms, Hildesheim 2018, ISBN 978-3-487-15730-6 (2. Aufl. 2020).[1]
- Neue Briefe von, an und um Johannes Kepler. In: Édouard Mehl/Isabelle Pantin (Hrsg.): De mundi recentioribus phaenomenis: Cosmologie et science dans l'Europe des Temps modernes, XVe-XVIIe siècles. Essais en l'honneur de Miguel Ángel Granada (= De diversis artibus, Tome 110). Brepols, Turnhout, 2022, S. 403–486. ISBN 978-2-503-60092-5.

Wilhelm Schickard
- (als Hrsg.): Wilhelm Schickard 1592–1635. Astronom, Geograph, Orientalist, Erfinder der Rechenmaschine (= Contubernium, Bd. 25). Mohr, Tübingen 1978, ISBN 978-3-515-08003-3.
- (als Hrsg.): Wissenschaftsgeschichte um Wilhelm Schickard. Vorträge (= Contubernium, Bd. 26). Mohr, Tübingen 1981, ISBN 978-3-515-08004-0.
- Wilhelm Schickard in Briefen. Ein Tübinger Gelehrtenleben im Dreißigjährigen Krieg (= Nürtinger Museumshefte, Bd. 1). Schwäbischer Heimatbund, Nürtingen 1987.
- (als Hrsg.): Zum 400. Geburtstag von Wilhelm Schickard. Zweites Tübinger Schickard-Symposion, 25. bis 27. Juni 1992 (= Contubernium, Bd. 41). Thorbecke, Sigmaringen 1995, ISBN 978-3-515-08019-4.
- Wilhelm Schickards Briefwechsel mit Astronomen. In: Bausteine zur Tübinger Universitätsgeschichte, Folge 8. Universitätsarchiv Tübingen 1996, S. 37–48.
- Konrad Dieterich und Wilhelm Schickard. Aus einer Gelehrtenkorrespondenz des 17. Jahrhunderts. In: Ulm und Oberschwaben, Bd. 51 (2000), S. 42–53.
- (als Hrsg.): Wilhelm Schickard / Briefwechsel. Zwei Bände. Frommann-Holzboog, Stuttgart-Bad Cannstatt 2002, ISBN 3-7728-2162-6.
- Die Edition von Wilhelm Schickards Briefwechsel. Technische Aspekte der Herstellung. In: Gottfried Rieg/Martin J. Schubert (Hrsg.): Edieren in der elektronischen Ära (= Informationstechnologie und Geisteswissenschaften, Schriften der Internationalen Tustep User Group, Bd. 1). Weidler, Berlin 2004, S. 103–112, ISBN 3-89693-408-2.
- Wilhelm Schickard – Herkunft und Werdegang. In: Ulrich Köpf u. a. (Hrsg.): Die Universität Tübingen zwischen Reformation und Dreißigjährigem Krieg. Festgabe für Dieter Mertens zum 70. Geburtstag (=Tübinger Bausteine zur Landesgeschichte, Bd. 14). Thorbecke, Ostfildern 2010, S. 347–386, ISBN 978-3-7995-5514-2.
- (Bearb.): Bruno Baron von Freytag gen. Löringhoff / Wilhelm Schickards Tübinger Rechenmaschine von 1623. 6. Aufl. (= Kleine Tübinger Schriften, Bd. 45). Universitätsstadt Tübingen/Kulturamt 2022, ISBN 978-3-941818-47-7.

Geschichte der Universität und Universitätsbibliothek Tübingen
- Schätze und Kostbarkeiten, Handschriften, seltene Bücher und Verwandtes. In: Attempto, Jg. 51/52 (1974), S. 47–53.
- (mit Gisela Krause und Ernestine Stöhr): Bibliographie zur Geschichte der Universität Tübingen (= Contubernium, Bd. 27). Mohr, Tübingen 1980, ISBN 3-16-442542-2.
- Die Quellen zur Geschichte der Universitätsbibliothek Tübingen. In: Bausteine zur Tübinger Universitätsgeschichte, Bd. 1 (1981), S. 28–42.
- Eine Zeittafel zur Geschichte der Universitätsbibliothek Tübingen. In: Bausteine zur Tübinger Universitätsgeschichte, Bd. 1 (1981), S. 43–90.
- Robert Gradmann als Bibliothekar. In: Winfried Schenk (Hrsg.): Robert Gradmann. Vom Landpfarrer zum Professor der Geographie (= Schriften zur südwestdeutschen Landeskunde, Bd. 42). DRW-Verlag, Leinfelden-Echterdingen 2002, S. 43–51, ISBN 3-87181-742-2.
- (als Hrsg., mit Thomas Wilhelmi): Nikodemus Frischlin (1547–1590). Bibliographie (= Tübinger Bausteine zur Landesgeschichte, Bd. 4). DRW.-Verlag, Leinfelden-Echterdingen 2004, ISBN 3-87181-704-X.
- Der Rhetoriker und Poet Christoph Kaldenbach (1613–1698). In: Ulrich Köpf (Hrsg.). Die Universität Tübingen zwischen Orthodoxie, Pietismus und Aufklärung (= Tübinger Bausteine zur Landesgeschichte, Bd. 25). Thorbecke, Ostfildern 2014, S. 283–314, ISBN 978-3-7995-5525-8.

Tübinger System von Textverarbeitungsprogrammen (TUSTEP)
- Strukturierter Aufbau von Kommandomakros mit den Möglichkeiten der neuen Makroanweisungen: Erfahrungen aus der Universitätsbibliothek Tübingen. In: TUSTEP educa: actas de congreso del International TUSTEP User Group. Peñaranda de Duero (Burgos), octubre 1999. Universidad de Burgos 2001, S. 165–186, ISBN 84-95211-49-1.

- TUSTEP in der Universitätsbibliothek Tübingen (mit Bibliographie). In: Bettina Fiand u. a. (Hrsg.): „Fest-Platte“. Beiträge aus der Universitätsbibliothek Tübingen für Berndt von Egidy anlässlich seines Ausscheidens aus dem aktiven Bibliotheksdienst im Juli 2003. Universitätsbibliothek, Tübingen 2003, S. 45–65 (PDF)
- Kalenderrechnung mit TUSTEP. In: Alexandra Geissler/Matthias Schneider (Hrsg.): Zwischen artes liberales und artes digitales. Beiträge zur traditionellen und digitalen Geisteswissenschaft. Festschrift gewidmet Michael Trauth zum 65. Geburtstag am 10. Mai 2015. Textum Verl., Marburg 2016, S. 263–273, ISBN 978-3-8288-3809-3.

Weitere Schriften zur Wissenschaftsgeschichte
- Kästner, Abraham Gotthelf: Gedenkrede auf Tobias Mayer Göttingen 1762 (= Schriftenreihe des Tobias Mayer Museum e. V., Nr. 2). Übers. u. erl. von Friedrich Seck. Tobias Mayer Museum, Marbach am Neckar 1984.
- Gassendis Briefe in der Pariser Nationalbibliothek und seine Briefausgabe. In: Rüdiger Thiele (Hrsg.): Mathesis: Festschrift zum siebzigsten Geburtstag von Matthias Schramm. Verlag für Geschichte der Naturwissenschaften und der Technik, Berlin und Diepholz 2000, S. 336–346, ISBN 3-928186-43-4.
- Wer hat Sidneys „Arcadia“ ins Deutsche übersetzt? In: Günther Bien (Hrsg.): Wissenschaftsgeschichte zum Anfassen. Von Frommann bis Holzboog. Frommann-Holzboog, Stuttgart-Bad Cannstatt 2002, S. 239–244, ISBN 3-7728-1727-0.